# Querelle de Brest (romanzo)
Querelle de Brest è un romanzo scritto da Jean Genet tra il 1945-46 e pubblicato nel 1947 in un'edizione clandestina corredata da 29 litografie di Jean Cocteau.

La storia è ambientata nel porto della città di Brest, in Bretagna, a cui vengono associati i marinai, il mare e l'omicidio; personaggio centrale è uno di questi marinai. Si tratta dell'unica opera autenticamente romanzesca, cioè opera di fantasia senza implicazioni autobiografiche, composta dall'autore; tutta la struttura è composta seguendo una simbologia cristologica e fortemente masochistica.

## Trama
L'aitante, audace, forte e bello Georges (detto Jo) Querelle, giunge con la sua nave fino al porto di Brest e qui sbarca; il tenente Seblon suo comandante subito mostra d'essere segretamente innamorato di lui, attratto dalla sua virile presenza. Querelle si dirige con passo lento e sonnacchioso "Alla Feria", il bordello più famoso del porto gestito da Nono, la cui moglie è l'amante del fratello di Querelle. Questo locale s'è guadagnato una grande fama per la sfida che il proprietario impone a tutti i marinai che vi mettono piede: essi devono infatti accettare di giocar una partita a dadi con lui. Se vincono possono andare gratuitamente a fare l'amore con una delle ragazze e passar così una serata felice in compagnia, mentre se perdono si trovano costretti ad acconsentire ad un rapporto omosessuale con lo stesso Nono, famoso per essere molto ben dotato. Querelle si presenta, furbescamente bara ai dadi con l'intento di perdere e si fa così sodomizzare da Nono.
Frequentatore assiduo del locale è anche un poliziotto corrotto di nome Mario il quale, sentendosi subito attratto dal bel marinaio, cerca in tutti i modi di sedurlo. Intanto si verifica un omicidio, viene accusato del crimine un giovane operaio che in realtà è del tutto estraneo alla faccenda, ed inoltre viene aggredito il tenente del vascello su cui lavora Querelle, il quale nel frattempo si preoccupa di smerciare un po' d'oppio fatto entrare di contrabbando ingannando la dogana. Per disaccordi sul compenso pattuito uccide Vic, suo complice nel traffico di droga, e successivamente cerca di gettar la colpa anche di questo delitto sul giovane operaio Gil: l'unico che continua fermamente a credere all'innocenza del ragazzo è il suo caro amico omosessuale, che continua in tutti i modi a proteggerlo anche se sa benissimo che questi è in realtà innamorato di sua sorella e non di lui. 

## Trasposizione cinematografica
Rainer Werner Fassbinder ne ha tratto nel 1982 un film dallo stesso titolo.